# Bahnstrecke Yekepa–Buchanan
| Yekepa–Buchanan                         | Yekepa–Buchanan      |
| --------------------------------------- | -------------------- |
| Ein LAMCO-Zug mit Eisenerz (1976)       |                      |
| Lage der Bahnstrecke (Nr. 3) in Liberia |                      |
| Streckenlänge:                          | 243 km               |
| Spurweite:                              | 1435 mm (Normalspur) |
| Streckengeschwindigkeit:                | 70 km/h              |
|                                         |                      |

Die Bahnstrecke Yekepa–Buchanan ist eine Eisenbahnstrecke in Liberia. Sie führt von Yekepa (Nimba County) bis zur Hafenstadt Buchanan (Grand Bassa County). Die Normalspur-Strecke ist nicht elektrifiziert und eingleisig.

## Geschichte
Die Bahnstrecke wird nach dem früheren Betreiber, der Liberian-American-Swedish Mining Company (LAMCO), auch Lamco Railway genannt. Während des Bürgerkrieges in Liberia wurde der Verkehr eingestellt. Seit September 2011 wird die Strecke wieder genutzt.

## Betrieb
Die Strecke dient besonders dem Güterverkehr (Eisenerz).
Der Betrieb von ArcelorMittal Liberia konzentriert sich auf drei Geschäftsfeldern: Bergbau, Eisenbahn und Verschiffung. Eisenerz wird am Mount Gangra abgebaut und in einer nahe gelegenen Anlage in den Tokade-Minen im Nimba County verarbeitet. Das Erz wird dann per Bahn auf der 243 Kilometer langen Eisenbahn zum Hafen von Buchanan transportiert, wo das Erz für den Export auf Schiffe verladen wird. Dazu stehen 195 Erzwagen, drei Lokomotiven GE ES44AC und eine EMD GP38-2 zur Verfügung.
Eine Verlängerung der Bahnstrecke in das nahe Guinea und eine Mitnutzung durch in der dortigen Region Nzérékoré tätige Bergbauunternehmen ist angedacht.